# ایرج رزمجو
ایرج رزمجو (۲ دیِ ۱۳۱۶ – ۲۴ بهمن ۱۳۹۳) شاعر، ترانه‌سرا و قهرمان سابق پرش ارتفاع بود. او همسر سابق ژاله علو بود. وی پس از انقلاب به لس‌آنجلس مهاجرت کرد‌.

## زندگی
وی فارغ‌التّحصیلِ علومِ ارتباطات از دانشگاهِ تهران و فوق لیسانس و دکتری در رشتهٔ رفتار انسانی بود. ایرج رزمجو را به‌عنوان قهرمان در رشته‌های دو، پرش ارتفاع و پرش با نیزه نیز می‌شناختند و بسیاری نیز او را شاعری توانا و ترانه‌سرایی بااحساس می‌دانستند.
رزمجو در سال‌های اقامت در ایران با ژاله علو هنرپیشه رادیو و سینما و تئاتر ازدواج کرد ولی پیوند آنان دوام نیافت و پس از چندی از یکدیگر جدا شدند. از این زوج، تنها یک فرزند به‌نام شاهرخ رزمجو به‌یادگار مانده‌است که در عرصهٔ باستان‌شناسی فعالیت می‌کند.
رزمجو در سال‌های دور، همکاری هنری خود را با پرویز مقصدی و گروه جوان آن سال‌ها که شامل داریوش، کیوان، اونیک و افشین بود و ترانه‌های زیبایی که برای آنها ساخت، آغاز کرد که نمونه‌اش ترانه محبوب «دل دیوونه» بود. او ترانه‌ای برای داریوش به‌نام «تلافی» و ترانه‌ای برای هوشمند عقیلی به‌نام «یاد» سرود. همکاری‌های او در خارج از ایران با آهنگسازانی همچون حسن شماعی‌زاده و صادق نوجوکی ادامه یافت و ترانه‌های «دل دیوونه» با صدای حمیرا، «راوی» با صدای هایده، «طعنه» با صدای مهستی، «درد دلمو بشنو» با صدای عارف، «غریبه» با صدای حسن شماعی‌زاده و «رعنا» با صدای فرامرز آصف از آثار ماندگار وی در پس از انقلاب بود.
رزمجو از دوران ورزش، با فرامرز آصف دوستی دیرینه داشت که پس از انقلاب نیز ادامه یافت و موجب خلق چندین ترانه برای آصف در آمریکا شد.

## درگذشت
رزمجو در ۲۴ بهمن ۱۳۹۳ در سن ۷۷ سالگی بر اثر بیماری سرطان ریه در بیمارستانی در شهر لس‌آنجلس درگذشت.
در مراسم بزرگداشت وی در ۲ اسفند ۱۳۹۳، حسن رهنوردی (قهرمان پیشین وزنه‌برداری جهان)، فرامرز آصف (قهرمان سابق پرش سه‌گام) و صادق نوجوکی (آهنگ‌ساز و تنظیم‌کنندهٔ سرشناس) به‌یاد وی سخن گفتند.

## ترانه‌شناسی
- مهمون - شُهره
- امید - حمیرا
- دل دیوونه - حمیرا
- حسود - مرجان
- طعنه - مهستی
- مونس - مهستی
- عروسک - هایده
- راوی - هایده
- لجبازی زمونه - هایده
- تنگ غروب - داریوش
- گذشته‌های دور - داریوش
- چی می‌شه گفت - داریوش
- تلافی - داریوش
- حسود - داریوش
- ندیم - داریوش
- روزگار نامهربون - داریوش
- نشانی از تو می‌بینم - داریوش
- غریبه - حسن شماعی‌زاده
- نگار خوش‌ادا - صادق نوجوکی
- عشق اول - صادق نوجوکی
- خیمه‌شب‌بازی - صادق نوجوکی
- یاد - هوشمند عقیلی
- آشتی - ناهید
- دل من - حسن خیاط‌باشی
- می‌میرم / انتظار / مهمون - شهرام صولتی
- دیشب - فرامرز آصف
- درویش - فرامرز آصف
- گل سرخ - فرامرز آصف
- رعنا - فرامرز آصف
- شب شب من - فرامرز آصف
- دلم اونجاست - فرامرز آصف
- مهمون - مرتضی پاشایی
- می‌ترسم - افشین
- فرشته آسمونی / من و دل / جشن محبت - اَفضَل

| خواننده      | نام ترانه         | ترانه‌سرا           | آهنگ‌ساز        | تنظیم‌کننده    |
| ------------ | ----------------- | ------------------ | -------------- | ------------- |
| شهره         | «مهمون»           | ایرج رزمجو         | صادق نوجوکی    | صادق نوجوکی   |
| حمیرا        | «امید»            | ایرج رزمجو         | صادق نوجوکی    | صادق نوجوکی   |
| حمیرا        | «دل دیوونه»       | ایرج رزمجو         | صادق نوجوکی    | صادق نوجوکی   |
| مرجان        | «حسود»            | ایرج رزمجو         | پرویز مقصدی    | منوچهر چشم‌آذر |
| هایده        | «عروسک»           | ایرج رزمجو         | صادق نوجوکی    | صادق نوجوکی   |
| هایده        | «راوی»            | ایرج رزمجو         | صادق نوجوکی    | صادق نوجوکی   |
| هایده        | «لجبازی زمونه»    | ایرج رزمجو         | صادق نوجوکی    | صادق نوجوکی   |
| مهستی        | «طعنه»            | ایرج رزمجو         | صادق نوجوکی    | صادق نوجوکی   |
| مهستی        | «مونس»            | ایرج رزمجو         | صادق نوجوکی    | صادق نوجوکی   |
| مهستی        | «آخر زمون»        | ایرج رزمجو         | وحید عزتی      | وحید عزتی     |
| مرتضی        | «فرشتهٔ نجات»      | ایرج رزمجو         | منوچهر چشم‌آذر  | منوچهر چشم‌آذر |
| شاهرخ        | «خونه‌خراب»        | ایرج رزمجو و شاهرخ | شاهرخ          | منوچهر چشم‌آذر |
| شاهرخ        | «عروسی»           | ایرج رزمجو و شاهرخ | منوچهر چشم‌آذر  | منوچهر چشم‌آذر |
| شاهرخ        | «خبرچین»          | ایرج رزمجو         | فرخ آهی        | فرخ آهی       |
| دلارام       | «منو نشناختی»     | ایرج رزمجو         | صادق نوجوکی    | صادق نوجوکی   |
| ناهید        | «آشتی»            | ایرج رزمجو         | صادق نوجوکی    | صادق نوجوکی   |
| فرزین        | «هم‌زبون»          | ایرج رزمجو         | آندرانیک       | آندرانیک      |
| فرزین        | «آزرده»           | ایرج رزمجو         | آندرانیک       | آندرانیک      |
| منصور        | «شاخهٔ شکسته»      | ایرج رزمجو         | عبدی یمینی     | عبدی یمینی    |
| شیفته        | «یکی بود»         | ایرج رزمجو         | آندرانیک       | آندرانیک      |
| بهرام فروهر  | «دنیا قشنگه»      | ایرج رزمجو         | آندرانیک       | آندرانیک      |
| جمال وفایی   | «طوطی»            | ایرج رزمجو         | حسین صمدی      | واهیک اسکندری |
| عارف         | «درد دلم رو بشنو» | ایرج رزمجو         | حسن شماعی‌زاده  | داوود اردلان  |
| هوشمند عقیلی | «یاد»             | ایرج رزمجو         | تورج شعبانخانی | اریک          |
| هوشمند عقیلی | «یاد»             | ایرج رزمجو         | تورج شعبانخانی | ناصر چشم‌آذر   |
| هوشمند عقیلی | «تنهایی»          | ایرج رزمجو         | منوچهر چشم‌آذر  | منوچهر چشم‌آذر |
| هوشمند عقیلی | «گلایه»           | ایرج رزمجو         | منوچهر چشم‌آذر  | منوچهر چشم‌آذر |
| هوشمند عقیلی | «آرامش»           | ایرج رزمجو         | جهانبخش پازوکی |               |
| هوشمند عقیلی | «نامه»            | ایرج رزمجو         | احمد پژمان     | احمد پژمان    |